# Ichthyophis hypocyaneus
Espèce
Synonymes
- Coecilia hypocyanea Boie, 1827
- Epicrium hasselti Wagler, 1828

Statut de conservation UICN

 LC  : Préoccupation mineure
Ichthyophis hypocyaneus est une espèce de gymnophiones de la famille des Ichthyophiidae.

## Répartition
Cette espèce est endémique de Java en Indonésie. Elle se rencontre de 600 à 814 m d'altitude.

## Publication originale
- Boie, 1827 : Über Merrems Verfuch eines Systema der Amphibien. Isis von Oken, vol. 20, p. 508-565 (texte intégral).